# Hortto Kaalo
Hortto Kaalo је фински ромски музички бенд који наступа на финском и ромском језику. Специјализовани су за источноевропску и француску ромску музику. Име бенда на ромском језику значи „прави Роми”.

## Историјат
Музичку групу Hortto Kaalo су 1969. године основали Феја Окерлунд, Марко Путконен, Таисто Лундберг и Хејки Најман који је убрзо након тога напустио групу. Често је заједно са њима наступала финска ромска певачица Анели Сари. Њихов дебитантски сингл Miksi ovet ei aukene meille? (енгл. Why doors won't open for us) је изашао 1970. године и сматра се заслужним за допринос илегалној расној дискриминацији у Финској. Укупно су објавили шест ЛП плоча и четири компилације. Њихова прва два албума Hortto Kaalo и Hai Hortto Kaalot, чији је продуцент био Scandia Music, 1974. су сертификована златом. Популаризовали су ромску музику међу мејнстрим публиком у Финској. Врхунац њихове популарности је била током 1970-их. Године 1977. је њихова песма Kauan sitten освојила друго место у избору за Песму Евровизије, изгубивши од Lapponia Монике Аспелунд.